# Susan Kare

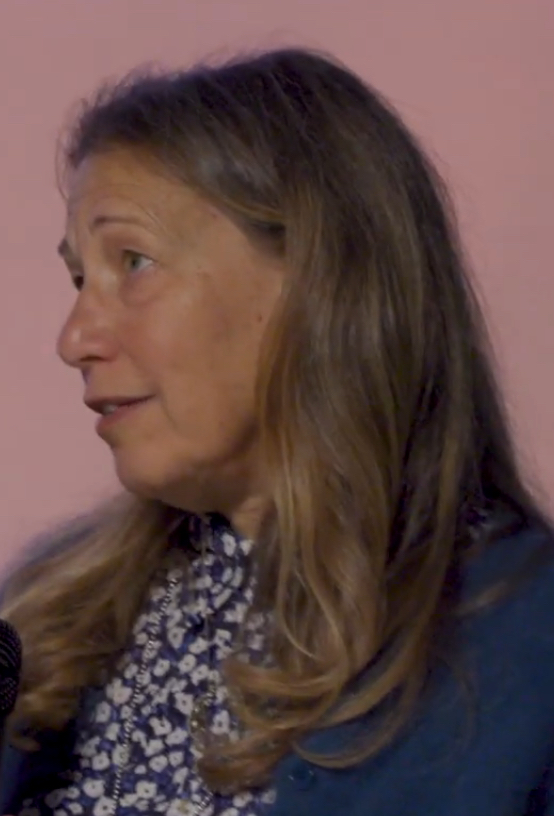
Susan Kare (2019)

Susan Kare (* 1954 in Ithaca, New York) ist eine US-amerikanische Grafikdesignerin. Sie entwarf für Apple in den 1980er Jahren die meisten Icons und Schriftarten des ursprünglichen Mac OS und später viele Icons von Microsoft Windows und IBM OS/2.

## Leben und Beruf

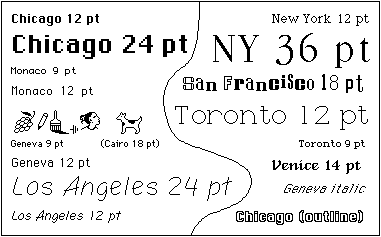
Von Susan Kare gestaltete Mac-OS-Schriftarten

Kare machte 1971 ihren Abschluss an der Harriton High School. 1975 folgte ein B.A. in Kunst mit summa cum laude am Mount Holyoke College. 1978 promovierte sie an der New York University. Anschließend zog sie nach San Francisco und arbeitete für ein Kunstmuseum.
Kare arbeitete von Januar 1983 bis 1986 bei Apple an den Icons und Schriftarten sowie an Marketingmaterialien und dem Gesamterscheinungsbild des neu entwickelten Macintosh Computer. Zu ihren markantesten Icons zählen der lächelnde Macintosh-Computer, Apple-Befehlstaste (alias Apfeltaste), Hund Moof (alias Clarus the Dogcow), Armbanduhr, Bombe, Lasso, Papierkorb und greifende Hand. Für Apple entwickelte Kare unter anderem die serifenlose Schriftart Chicago.
Über die Gestaltung  minimalistischer Bildzeichen sagt sie: „Pixel-Design ist die moderne Form einer langen und edlen Tradition in der Kunstgeschichte: Auch Mosaike, das berühmte Gobelingewebe oder die reich verzierten Häuser der Freimaurer greifen auf die kleinste Bildeinheit zurück. Sich bei der Gestaltung nicht für opulente, sondern für kleine ‚Bits‘ zu entscheiden kann große Resultate hervorbringen!“
1986 wechselte sie als eine der ersten Angestellten zu der neu gegründeten Firma NeXT von Steve Jobs. 1987 entwarf sie in Microsofts Auftrag Buttons, Icons und andere Bildschirmelemente für Windows 3.0, darunter auch die Spielkarten für das Spiel Solitaire, die bis Windows XP in der Systemdatei cards.dll enthalten waren und mit Windows Vista ersetzt wurden.
Seit 1988 arbeitet Kare als selbständige Grafikdesignerin. Sie lebt mit ihren drei Söhnen in Kalifornien. Seit Februar 2015 zeigt das MoMA Kares Vorstudien für die erste grafische Benutzeroberfläche von Apple.

## Schriften (Auswahl)
- Geneva (Schriftart)
- Monaco (Schriftart)
- Chicago (Schriftart)
- New York (Schriftart)
- San Francisco (Schriftart)
- Toronto (Schriftart)
- Los Angeles (Schriftart)
- Cairo (Schriftart)
- Athen (Schriftart)

## Auszeichnungen
- 2001: Chrysler Design Award
- 2018: AIGA Medal[6]
- 2019: Cooper Hewitt’s National Design Award: Lifetime Achievement[7]